# Максуел (футболист р. 1981)
Максуел Шерер Кабелину Андради (на португалски: Maxwell Scherrer Cabelino Andrade или просто Максуел) е бивш бразилски футболист. Играе еднакво добре като ляв бек и ляво крило.

## Състезателна кариера
Максуел започва кариерата си в Крузейро. През юни 2001 г. подписва за 3+2 години с Аякс Амстердам. Сезон 2003-04 е най-сполучливият му с екипа на Аякс в който поради ангажименти с бразилския национален отбор пропуска само три срещи, печели шампионската титла на Нидерландия и приза за футболист на година. През април 2005 г. получава тежка контузия която му попречва да изпълни договора си докрай с Аякс и в началото на януари 2006 г. Максуел става свободен агент и преминава в италианския Интер със свободен трансфер. Поради липсата на свободна квота за футболисти извън ЕС е отдаден под наем на Емполи, преди официално да се прехвърли в Интер от следващия сезон. Подобна е и сделката с другото ново попълнение на „нерадзурите“ вратаря Жулио Сезар в Киево. През юли 2006 г., Интер официално обявява подписването на 4-годишен договор с Максуел. Първоначално бразилеца играе ляв бек, но през сезон 2007-08 след привличането на Кристиан Киву Максуел е преквалифициран като ляв полузащитник. През този сезон той печели втората си поредна титла с Интер. През сезон 2008-09 г. претърпява сериозна травма, която го вади от игра в продължение на шест седмици. На 15 юли 2009 г. Барселона и Интер постигат споразумение и Максуел преминава при „каталунците“, като подписва за 4+1 години, а трансферната сума е на стойност € 4,5 милиона. Официалният му дебют за Барса е на 16 август 2009 в реванша за Суперкупата на Испания спечелен с 3:0 срещу Атлетик Билбао. След контузията на Ерик Абидал „кариоката“ става твърд титуляр и играе важна роля за спечелените трофеи през целия сезон.
По време на зимния трансферен прозорец на сезон 2011/2012 подписва тригодишен договор с френския ПСЖ срещу сумата от 7 млн. евро.

## Национален отбор
През януари 2004 Максуел участва с бразилския национален отбор до 23 г. в квалификационния турнир на КОНМЕБОЛ за Летните олимпийски игри в Атина 2004. През октомври същата година получава първата си повиквателна за мъжкия отбор за световната квалификация с отбора на Колумбия, но така и не записва официален дебют.

## Успехи
Аякс Амстердам
- Шампион на Нидерландия (2): 2001/02, 2003/04
- Купа на Нидерландия (2): 2001/02, 2005/06
- Суперкупа на Нидерландия (2): 2002, 2005

 Интер
- Шампион на Италия (3): 2006/07, 2007/08, 2008/09
- Суперкупа на Италия (2): 2006, 2008

 Барселона
- Шампион на Испания (1): 2009.10
- Суперкупа на Испания (2): 2009, 2010
- Суперкупа на УЕФА (1): 2009
- Световно клубно първенство (1): 2009

 Пари Сен Жермен
- Лига 1 (4): 2012/13, 2013/14, 2014/15, 2015/16
- Купа на Франция (3): 2014/15, 2015/16, 2016/17
- Купа на Лигата на Франция (4): 2013/14, 2014/15, 2015/16, 2016/17
- Трофей на шампионите (4): 2013, 2014, 2015, 2016

### Индивидуални
- Футболист №1 на Нидерландия: 2004
- Лига 1 отбор на сезона: 2012/13, 2013/14, 2014/15, 2015/16